# Tarsius dentatus
Tarsius dentatus là một loài động vật có vú trong họ Tarsiidae, bộ Linh trưởng. Loài này được Miller & Hollister mô tả năm 1921.